# Songs About Jane Tour
Songs About Jane Tour(송스 어바웃 제인 투어)는 미국의 팝 록 밴드 마룬 5의 첫 번째 월드 투어이다. 2002년 Songs About Jane 발매 후, 2002년부터 2004년까지 투어를 하였다.

## 세트리스트
1. "Shiver"
2. "Through With You"
3. "Tangled"
4. "Harder To Breathe"
5. "The Sun"
6. "Wasted Years"
7. "Secret"
8. "Ain't No Sunshine"
9. "Not Coming Home"
10. "This Love"
11. "Must Get Out"
12. "Sunday Morning"
13. "Sweetest Goodbye"
14. "Hello" (오아시스 커버)
15. "She Will Be Loved"

## 같이 공연한 음악가 목록[1]
- 존 메이어
- 미셸 브랜치
- 니카 코스타
- 버네사 칼턴
- 그레함 콜튼
- 롤링 스톤즈
- 카우보이 마우스
- 개빈 디그로
- 매치박스 트웬티
- 슈가 레이
- 카운팅 크로우즈
- 팬텀 플래닛
- 하이브스
- 대쉬보드 컨페셔널
- 빅 시티 록
- 더 라이크
- 사이먼 도즈
- 제이슨 므라즈
- 스릴즈
- 서스티 머크
- 마크 브루서드
- 더 도나스
- 더 레드웨스트
- 마이클 톨처
- 거스터